# Джинс (лунный кратер)
Кратер Джинс (лат. Jeans), не путать с кратером Джинс на Марсе, — большой древний ударный кратер в южном полушарии обратной стороны Луны. Название присвоено в честь британского физика-теоретика, астронома, математика Джеймса Хопвуда Джинса (1877—1946) и утверждено Международным астрономическим союзом в 1964 г. Образование кратера относится к донектарскому периоду.

## Описание кратера
Ближайшими соседями кратера являются кратер Лио на северо-западе; кратер Анучин на северо-востоке, кратер Куглер на востоке; кратер Чемберлин на юго-востоке, а также кратер Петров на юге-юго-западе. На северо-востоке от кратера Джинс располагается безымянный коцентрический кратер. Селенографические координаты центра кратера 55°35′ ю. ш. 91°31′ в. д. / 55,58° ю. ш. 91,51° в. д., диаметр 81,1 км, глубина 3,8 км.
Кратер имеет сложную полигональную форму обусловленную соседними импактами, существенно разрушен. Вал сглажен и перекрыт несколькими небольшими кратерами, северная часть вала практически полностью разрушена. Высота вала над окружающей местностью достигает 1350 м, объем кратера составляет приблизительно 5800 км³. Дно чаши затоплено и выровнено базальтовой лавой, не имеет приметных структур кроме множества мелких кратеров. 
Несмотря на расположение на обратной стороне Луны при благоприятной либрации кратер Джинс доступен для наблюдения с Земли, хотя и в искаженной форме не позволяющей разглядеть детали его строения. 

## Сателлитные кратеры
| Джинс | Координаты                                            | Диаметр, км |
| ----- | ----------------------------------------------------- | ----------- |
| B     | 52°15′ ю. ш. 94°51′ в. д. / 52,25° ю. ш. 94,85° в. д. | 11,5        |
| G     | 55°49′ ю. ш. 93°31′ в. д. / 55,82° ю. ш. 93,52° в. д. | 26,3        |
| N     | 58°31′ ю. ш. 90°37′ в. д. / 58,52° ю. ш. 90,62° в. д. | 66,7        |
| S     | 56°39′ ю. ш. 86°56′ в. д. / 56,65° ю. ш. 86,93° в. д. | 54,6        |
| U     | 54°41′ ю. ш. 86°58′ в. д. / 54,68° ю. ш. 86,97° в. д. | 63,3        |
| X     | 53°23′ ю. ш. 89°28′ в. д. / 53,39° ю. ш. 89,46° в. д. | 44,7        |
| Y     | 51°07′ ю. ш. 90°31′ в. д. / 51,12° ю. ш. 90,51° в. д. | 16,1        |

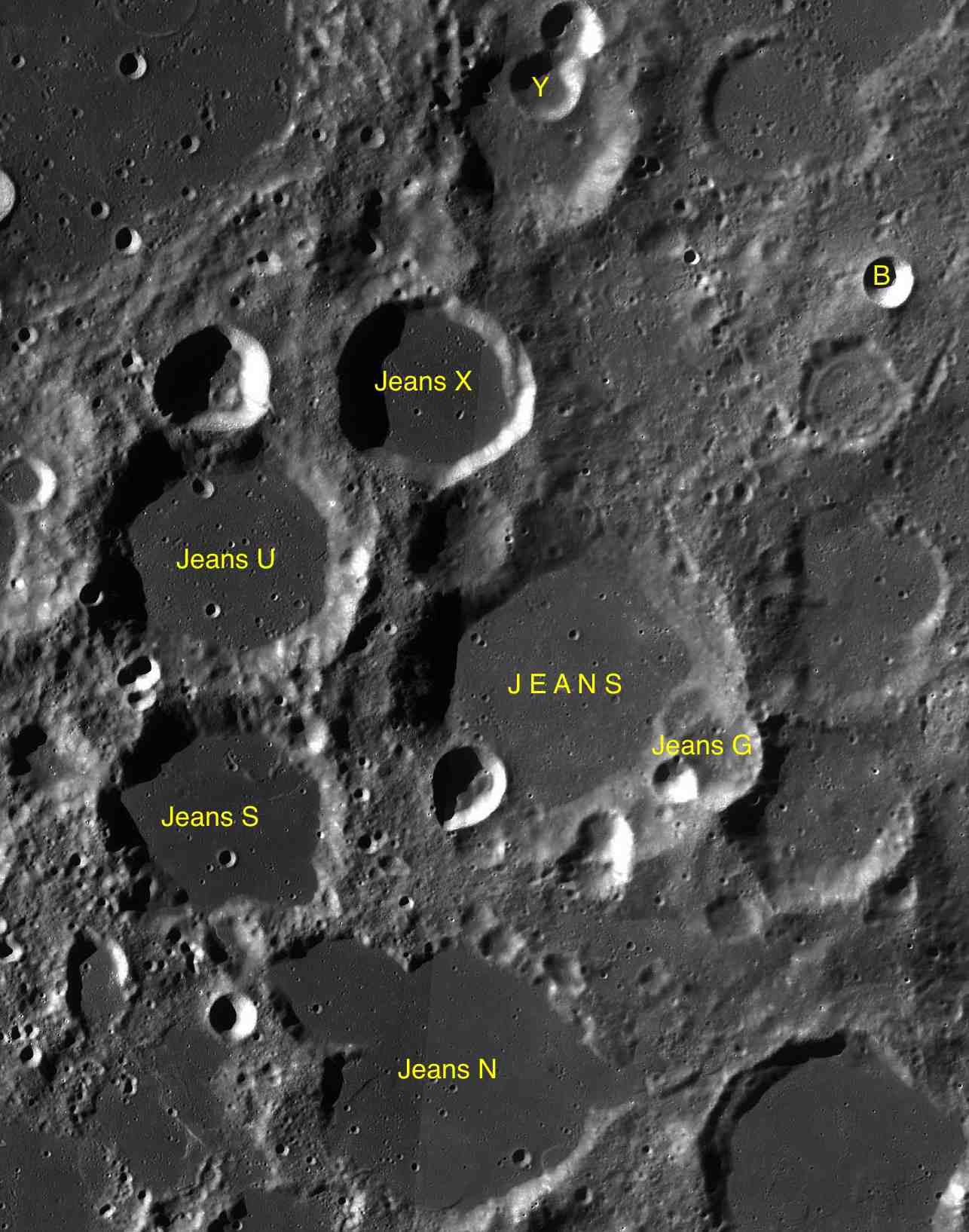
Фрагмент карты LAC-129.

- Образование сателлитного кратера Джинс N относится к донектарскому периоду[1].
- Образование сателлитного кратера Джинс X относится к нектарскому периоду[1].